# Ball de bastons

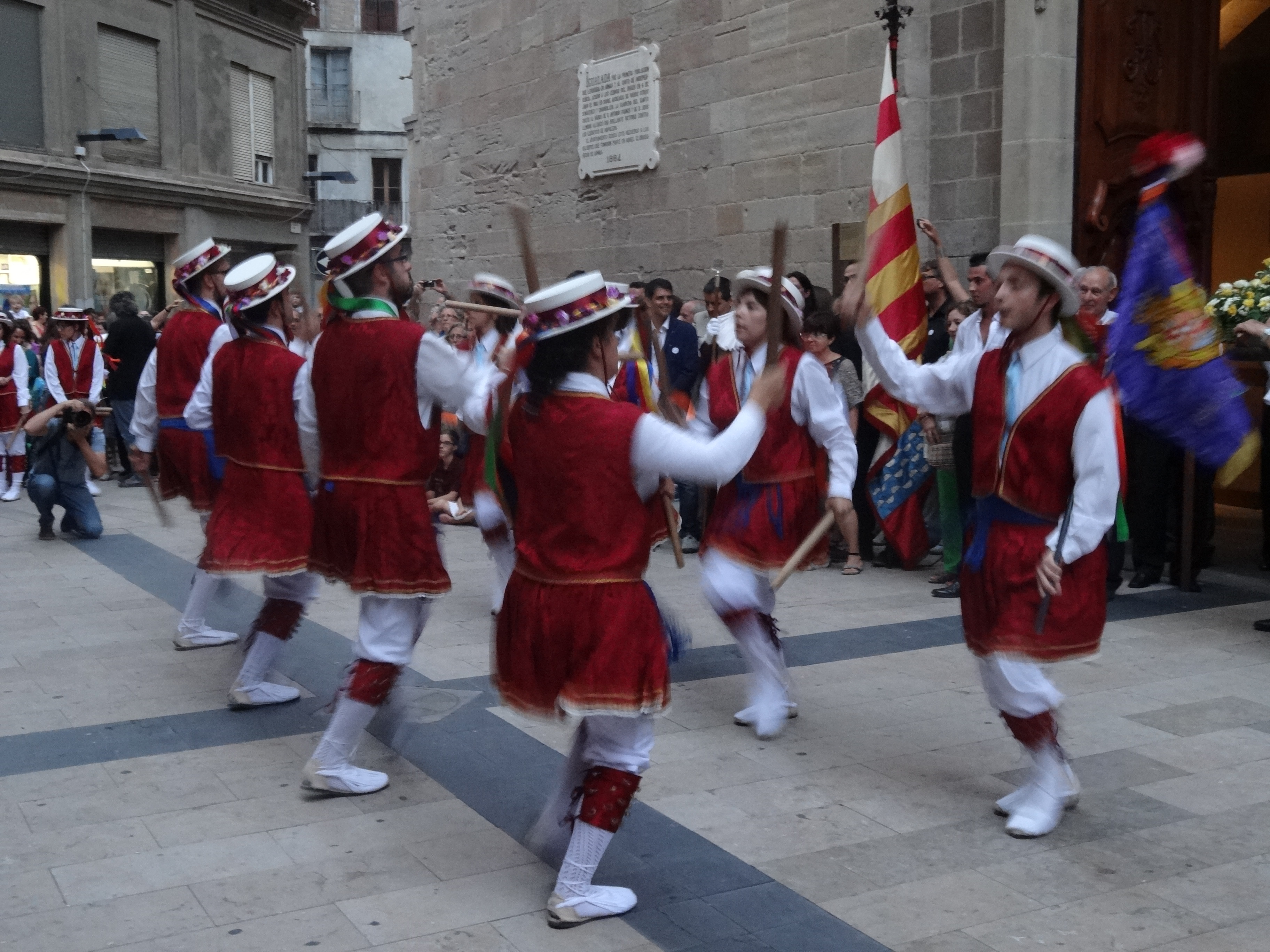
Ball de Bastons d'Igualada actuant a la Processó de Sant Bartomeu, patró de la ciutat.

El ball de bastons és una dansa popular de caràcter col·lectiu, molt antiga i àmpliament estesa arreu dels Països Catalans, així com en altres regions d'Europa i de la conca mediterrània. Sota aquesta denominació s'apleguen un conjunt de balls que comparteixen com a tret essencial l'ús d'un o dos bastons de fusta curts, que els balladors fan repicar rítmicament entre ells tot seguint una coreografia preestablerta i acompanyats d'una melodia tradicional, sovint interpretada amb instruments com la gralla, el flabiol, tamborí, o altres instruments segons la zona.
La dansa es realitza generalment i de forma habitual en grups de 8 a 16 persones, disposades en dues rengles, tot i que també poden formar quadres, rotlles o altres disposicions coreogràfiques. La percussió dels bastons esdevé l'element més característic del ball, amb seqüències rítmiques que combinen moviment corporal, precisió i compàs, en un exercici de coordinació col·lectiva i expressivitat popular.
Encara que el ball de bastons és especialment viu als Països Catalans, també es troben danses similars arreu d'Europa amb denominacions diverses: paloteos, paloteados, palillos, cobertores i palitroques a diferents punts de l'Estat espanyol; pauliteiros a Portugal; makil dantza al País Basc; la stick dance escocesa; les schwerttänze alemanyes, o la moreska eslava, entre d'altres. Aquesta universalitat formal, amb arrels sovint ritualitzades i comunitàries, conviu amb unes formes pròpies i singulars a cada context, com és el cas del ball de bastons dins la tradició catalana, on ha esdevingut una manifestació emblemàtica del patrimoni festiu.
Històricament, el ball de bastons ha estat vinculat a celebracions de Corpus, festes majors i rituals festius de caràcter cívic o religiós, fet que ha propiciat una gran riquesa de variants locals pel que fa a les músiques, figures, indumentàries i instruments. Aquesta diversitat i singularitat configura un patrimoni coreogràfic i musical viu i molt arrelat al territori, amb diferències notables entre poblacions i comarques.
Quant a la indumentària, de forma general els bastoners solen vestir amb un fons blanc (camisa i pantalons) sobre el qual es disposen elements ornamentals com faldellins o faixes, mocadors, cintes de colors, barrets i altres complements segons cada zona. Als camalls s'hi cussen picarols o cascavells, que accentuen el ritme del ball, i es calcen tradicionalment amb espardenyes.
Tot i que els orígens del ball eren eminentment masculins, actualment hi ha una presència molt notable de dones dins les colles, i fins i tot existeixen agrupacions formades exclusivament per noies, fet que reflecteix l'evolució i adaptació del ball als temps actuals.
Avui dia, es comptabilitzen més d'un centenar de colles actives al Principat de Catalunya, i el moviment es manté viu i en expansió. Bona part d'aquestes agrupacions estan integrades dins la Coordinadora de Ball de Bastons de Catalunya, entitat que vetlla per la promoció, la recerca i la dinamització d'aquesta expressió de cultura popular i tradicional catalana.

## Orígens
El ball de bastons és una de les danses tradicionals que ha generat més teories sobre el seu origen entre folkloristes, historiadors i estudiosos de la cultura popular. Malgrat la manca de consens definitiu, hi ha acord generalitzat en considerar-la una dansa antiquíssima, d'origen remot i arrelada en pràctiques rituals precristianes.
Una de les teories més esteses defensa que el ball de bastons té un origen agrari i propiciatori, vinculat a antics ritus de fertilitat, en què els colps amb bastons simbolitzarien la crida a la pluja, la fecunditat de la terra o la protecció de les collites. Aquesta lectura, de caràcter simbòlic, emmarca la dansa dins el context de les activitats agrícoles i ramaderes.
Altres teories assenyalen un origen guerrer o marcial, veient en la dansa una mena d'entrenament simbòlic per al combat, practicat en temps de pau per soldats o joves guerrers. Aquesta visió es recolza en la força, la coordinació i el ritme que exigeixen les figures, així com en la disposició en dues rengles oposades —en alguns casos amb indumentàries de colors diferenciats— que pot recordar un enfrontament simulat entre dos bàndols. En aquesta línia, també s'ha proposat un parentiu amb les danses pírriques de l'antiga Grècia.
En l'àmbit català, alguns folkloristes han suggerit que el ball podria provenir dels antics balls d'espases, tot i que aquesta tesi ha estat matisada, ja que el ball de bastons no sol representar combats reals, sinó que s'assimila més a danses com les de cercolets, pastorets o faixes, amb elements simbòlics com l'elevació del capità. Igualment, hi ha qui defensa que la dansa hauria tingut un vincle amb els traginers, carreters i transportistes de carro, que colpejaven radis de rodes o bastons com a forma d'expressió festiva o competitiva.
El ball de bastons és present a moltes cultures i territoris amb les seves particularitats, el trobem en regions de França, Itàlia, Portugal (dansa dels pauliteiros), Espanya (on es coneix com a paloteo o troqueado) i les Illes Britàniques, amb exemples com la Morris dance d'Anglaterra i Gal·les. També s'han trobat manifestacions similars al Magreb i a l'Orient Mitjà, com el Raks al Assaya (o saïdi) egipci, o el tahtib, danses tradicionals amb bastons que han influït altres formes com la dansa oriental o dansa del ventre.
A Catalunya, el ball de bastons ha mantingut una gran vitalitat i en les darreres dècades ha experimentat una revifalla notable, amb la recuperació de balls antics i la creació de noves colles, fins i tot en poblacions sense una tradició bastonera documentada. Ja l'any 2004 es comptabilitzaven més de 100 colles actives arreu del país, xifra que ha continuat creixent en l'actualitat.

## Presència bastonera als Països Catalans

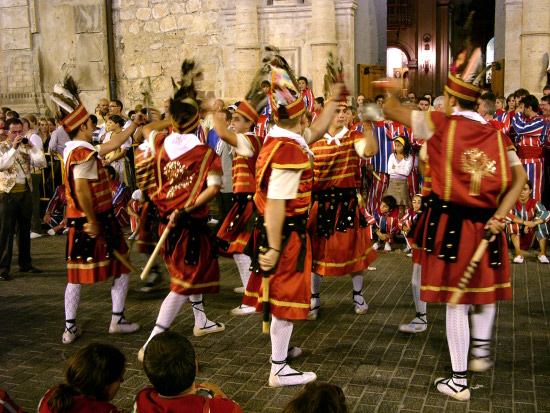
Ball de Bastonets d'Algemesí. Patrimoni Cultural Immaterial de la Humanitat.

En l'àmbit dels Països Catalans, el ball de bastons presenta una gran diversitat de noms i formes segons el territori. També és conegut com a garrots a Menorca i Castelló, palitrocs o totxets a la Llitera, la Ribagorça i el Baix Cinca, bastonets en diverses comarques de la Catalunya meridional i el País Valencià, i en alguns indrets es conserva l'arcaisme bataners. Aquesta varietat terminològica evidencia la riquesa i arrelament territorial d'aquesta dansa dins l'espai cultural català.
La primera referència documental contrastada d'un ball de bastons en l'àmbit dels Països Catalans es remunta a l'any 1558 a Tortosa, en el marc d'una festivitat . Aquesta dada és considerada, actualment, com la més antiga amb base documental sòlida.
Durant molts anys, però, es va donar per bona una referència anterior que situava l'origen del ball en el banquet de noces del comte Ramon Berenguer IV amb Peronella d'Aragó, celebrat l'any 1150 (o, segons algunes fonts, 1151). Aquesta afirmació, popularitzada a partir de mitjan segle XX per Joan Amades, s'ha demostrat com a mancada de fonament documental directe. En un article publicat al portal festes.org, els estudiosos Àngel Vallverdú, Daniel Vilarrúbias i Pau Plana posen en qüestió aquesta tesi, assenyalant que Amades va basar-se en una interpretació lliure i poc contrastada d'una font secundària —un manuscrit perdut des de fa més de dos segles— i que, per tant, no pot ser considerada una font fidedigna.
A banda de les referències escrites, diverses teories apunten que el ball de bastons a Catalunya podria haver exercit en alguns contextos una funció de recapte o subsistència, especialment en èpoques de precarietat. Amb el nom de "llevat de taula", s'ha documentat la pràctica de grups de persones —sovint de classe popular o en situació d'escassetat econòmica— que recorrien els carrers picant bastons de manera rítmica davant les cases, tot esperant rebre alguna mena de compensació en forma de menjar, beguda o diners. Aquesta pràctica s'inseria dins d'un context de cultura festiva popular amb funcionalitats múltiples: lúdiques, rituals, econòmiques i comunitàries.
A més de la seva presència a Catalunya, el ball de bastons es manté viu en diversos punts del País Valencià, on es balla durant festes patronals i celebracions del Corpus. Un dels casos més destacats és el Ball de Bastonets d'Algemesí, integrat dins de les Festes de la Mare de Déu de la Salut, reconegudes com a Patrimoni Cultural Immaterial de la Humanitat per la UNESCO des de l'any 2011. Aquesta mostra valenciana exemplifica la riquesa i varietat de les formes bastoneres dins el territori dels Països Catalans.
Amb el temps, el ball de bastons ha evolucionat fins a convertir-se en una de les manifestacions festives més representatives del patrimoni immaterial català, present a festes majors, trobades i cercaviles arreu del país.

## Elements

### Indumentària

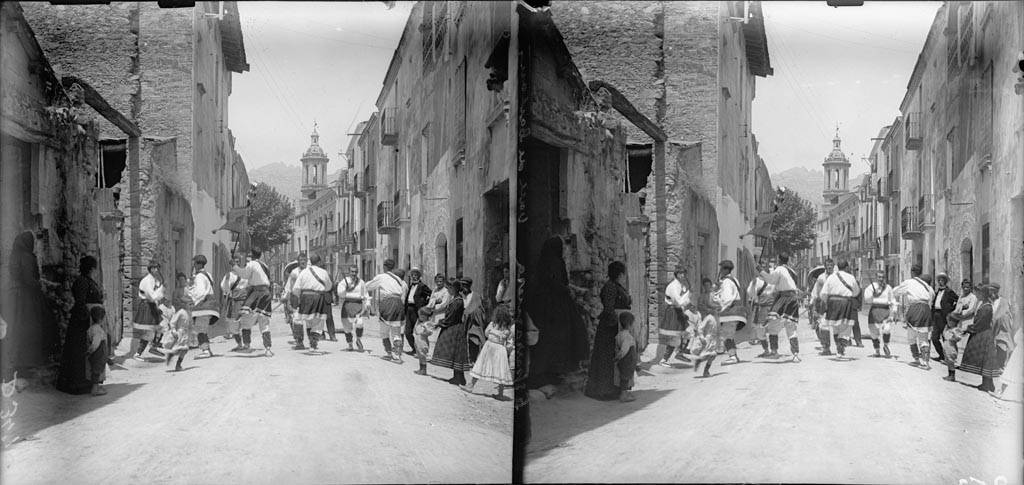
Ball de Bastons d'Esparreguera. Corpus 1903

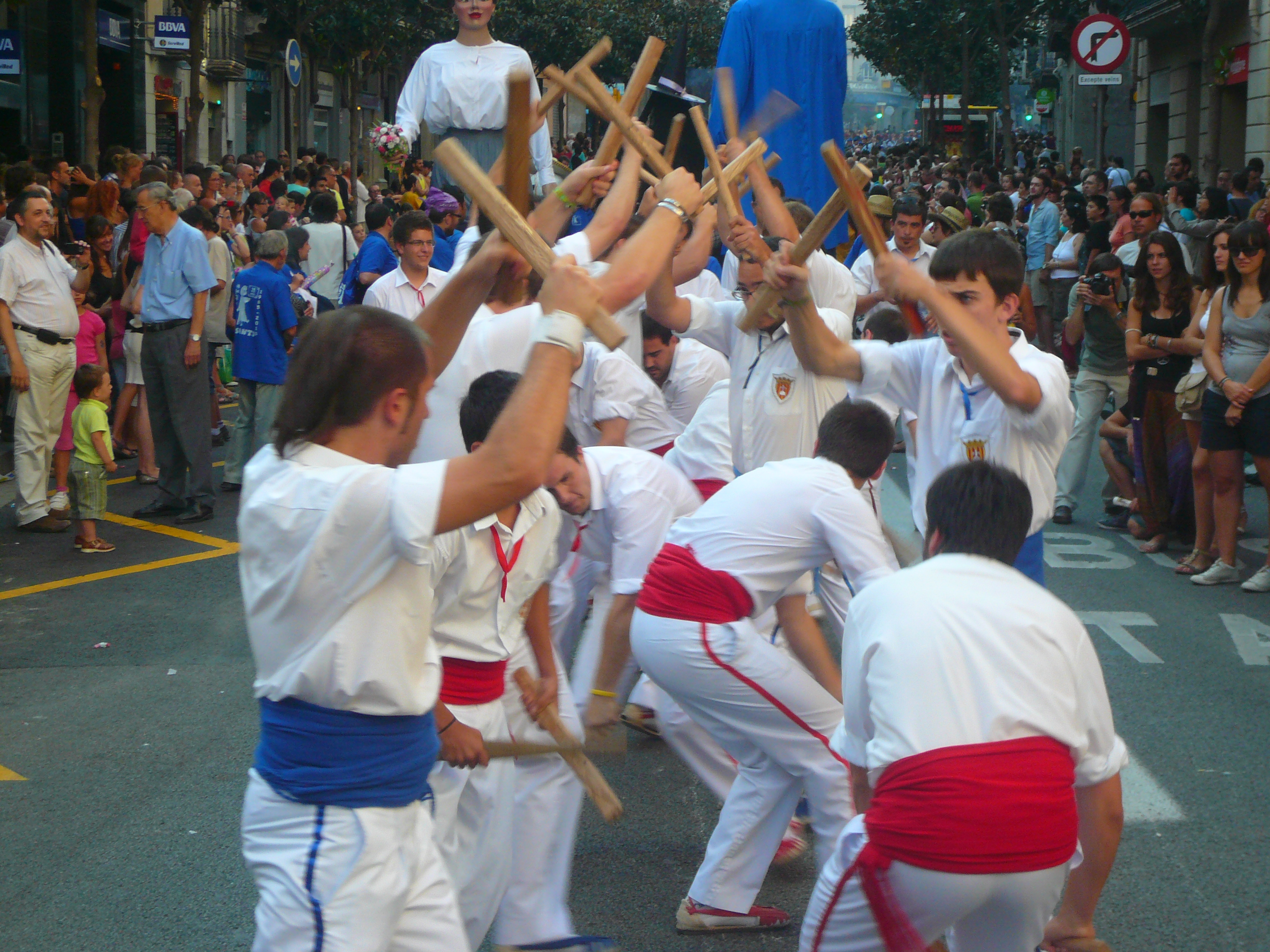
Ball de Bastons de Montblanc. Festa Major de Gràcia 2011.

La indumentària del ball de bastons presenta una notable diversitat segons la colla o la zona geogràfica, però hi ha una sèrie d'elements comuns que es repeteixen arreu del territori. De manera general, els bastoners vesteixen sobre un fons blanc —camisa i pantalons— al qual s'hi sobreposen peces ornamentals com les faixes, faldellins, mocadors i, en alguns casos, barrets, armilles, cintes de colors, corbatins o altres complements característics de la tradició local.
Als camalls, és habitual que s'hi cusin cascavells o picarols, que reforcen l'efecte rítmic i sonor de la dansa amb el moviment. Pel que fa al calçat, les espardenyes és el model tradicional, tant per comoditat com per coherència estètica amb la resta de la indumentària.

### Bastons
Els bastons són l’instrument principal del ball de bastons i constitueixen una part fonamental tant des del punt de vista funcional com simbòlic. Es tracta de pals, generalment elaborats amb fusta dura, amb una llargada que oscil·la entre els 45 i els 62 centímetres i un diàmetre d’entre 2 i 5 centímetres, tot i que aquestes dimensions poden variar segons la colla i la tradició local.
La fusta d’alzina és una de les més emprades per la seva resistència i sonoritat, tot i que també s’utilitzen altres varietats com l’avellaner, el pi, el faig, el boix, l’olivera o la fusta de carner (de la família de les rosàcies). En alguns casos singulars, com a Montblanc, s’han reutilitzat radis de carro antics, aprofitant-ne la curvatura i la gran duresa. Algunes colles, com la de Cardona, han emprat fusta d’arbocer o de freixe, i més recentment també s’ha introduït el maple (auró), una fusta d’origen americà. En aquest darrer cas, els bastons poden presentar un forat interior d’uns 6 mm de diàmetre amb l’objectiu de millorar-ne la sonoritat.
Els bastons es tallen de manera que la veta de la fusta segueixi el sentit longitudinal del pal, evitant la presència de nusos per garantir-ne la resistència i minimitzar el risc de trencament. La forma més habitual és la cilíndrica, tot i que alguns poden presentar una lleugera conicitat.
Pel que fa a l’acabat, els bastons poden ser llisos o tornejats i poden presentar incisions decoratives. El color pot mantenir-se natural o bé estar pintat, totalment o parcialment, amb franges, ratlles o altres motius ornamentals. Aquestes decoracions, quan hi són, acostumen a reforçar la identitat visual de la colla, tot i que també hi ha colles que opten per bastons sense pintar. En contextos històrics determinats, com la postguerra, s’han documentat bastons decorats amb colors imposats per motius polítics, que més endavant han estat substituïts per simbologies pròpies de l’àmbit local o nacional.
En algunes colles s’utilitzen bastons amb forats a l’extrem, que permeten subjectar-los amb una veta o corretja al canell. Aquesta pràctica facilita una picada més enèrgica i evita que el bastó es desprengui durant la dansa. No obstant això, també hi ha colles que prefereixen no subjectar-los per motius de seguretat, com ara la prevenció de lesions en cas de trencament.
Habitualment, cada ballador duu un parell de bastons. El cap de colla, en canvi, pot portar-ne només un, acompanyat d’una bandera brodada amb motius simbòlics propis del grup. En algunes formacions hi ha una segona figura, sovint anomenada cua, que també pot portar un banderí. Aquestes figures, a més del seu paper organitzatiu o cerimonial, contribueixen a reforçar la simbologia i estructura del ball. Els bastons, més enllà de la seva funció instrumental, són un element identitari que reflecteix la diversitat estètica i simbòlica pròpia de cada col·lectiu bastoner.

### Música

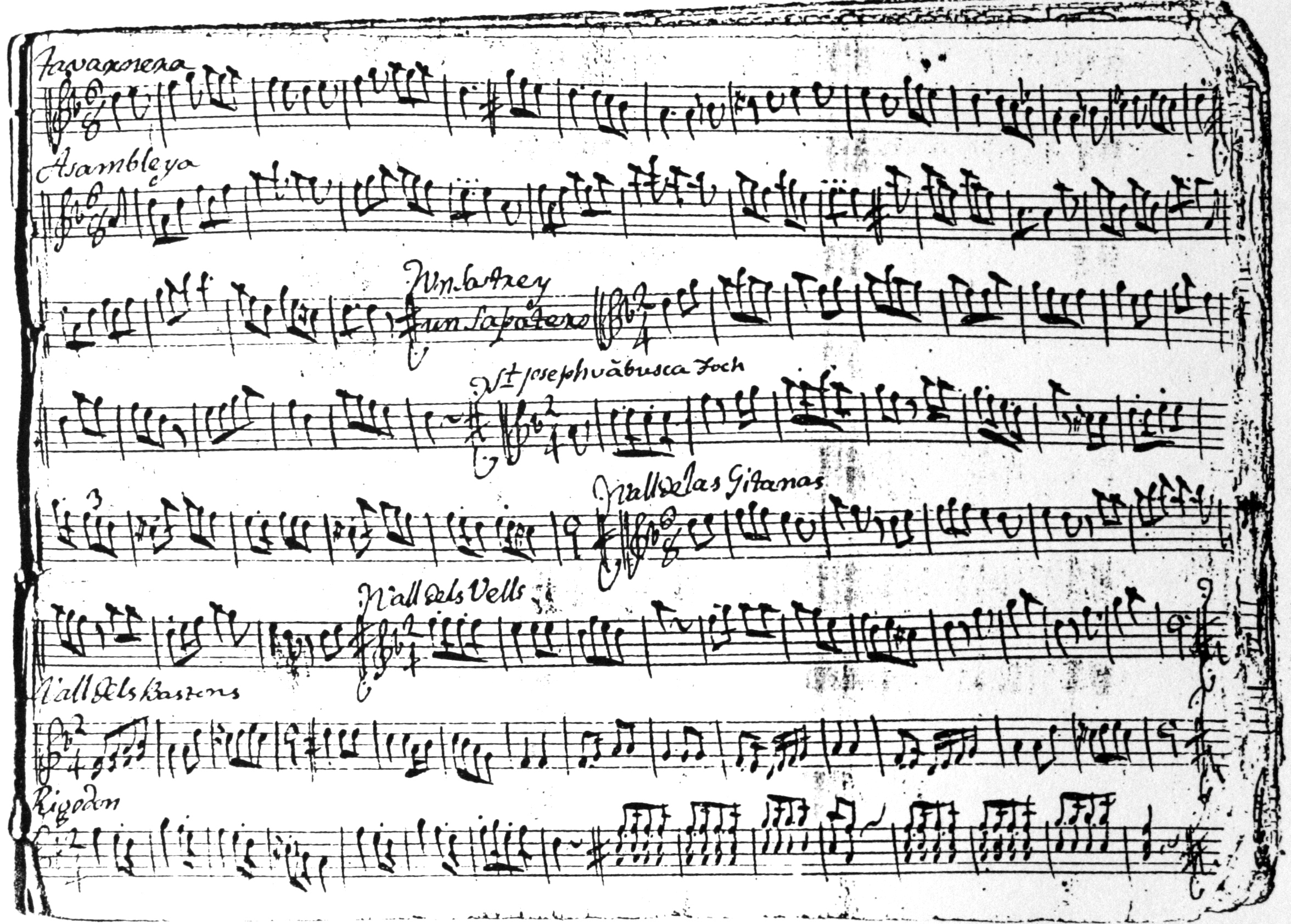
Partitura històrica d'un ball de bastons en el Quadern de les llibertats d'orgue de la Seu de Lleida que data de 1820.

El so és un element que té especial importància en el ball de bastons, generat principalment pels cops de bastó i els instruments musicals, i també, pel tentineig dels picarols, els cops a terra, i fins i tot, els crits dels ballarins. La combinació de tots aquests elements configura un marc sonor concret i propi de cada ball. L'instrument predilecte pel ball de bastons és el flabiol tot i que des de la recuperació de diversos balls a Catalunya a finals dels anys 1970, s'ha fet hegemònic l'ús de la gralla i el timbal per a dansar. A banda dels dos principals acompanyaments és usual l'acompanyament al so de violí, l'acordió, el sac de gemecs o la flauta dolça. Al País Valencià és usual com en altres danses valencianes l'acompanyament amb dolçaina i tabalet.
Les melodies del ball de bastons acostumen a ser tonades senzilles, molts cops repetitives. Alguns balls de bastons tenen músiques pròpies però un gran nombre utilitzen melodies populars o fins i tot cançons modernes. Hi ha catalogades més de mil melodies diferents que s'utilitzen com a ball de bastons.

### Balls
L'estructura bàsica dels balls de bastons acostuma a ser una doble renglera de vuit balladors, podent afegir grups addicionals de quatre balladors (quadres), tot i que diverses colles han introduït altres estructures com el cercle o els balls de sis balladors. Els balls acostumen a ser curts, d'aproximadament un minut i l'element central del ball són els cops de bastó amb els altres balladors.
Durant els balls es poden identificar una sèrie d'elements comuns. Les passades com a moviments on els balladors es creuen, passant en direccions oposades i picant per anar a buscar un altre ballador. Els sotacames, figura emblemàtica del ball de bastons i que consisteix a fer picar els bastons, fent-los passar per sota una cama. Els salts on els balladors salten per picar a l'aire amb un altre ballador, i els cops a terra amb els bastons, moviment que molts folkloristes han interpretat com a reminiscència de ritus de fertilitat a la terra a manera d'unes supervivències del passat.

## Glossari
El món bastoner a Catalunya disposa d'un vocabulari propi, ja sigui inventant, derivant o dotant de nou significat algunes paraules. Cada regió té el seu vocabulari particular però algunes paraules s'han estès per tot el món bastoner. Podem destacar:
- Banderer o abanderat: Ballador situat en un extrem de la doble filera que porta una bandera a la mà esquerra i un sol bastó a la dreta.
- Cap de Colla: Ballador que porta la direcció i la responsabilitat de la colla. Molts cops sol ser el banderer.
- Dreter: Posició o tipus de ballador que es caracteritza per aturar els cops amb el braç dret. Rep els cops dels Esquerrers.
- Esquerrer: Posició o tipus de ballador que es caracteritza per picar els cops amb el braç esquerre. Dona el cops als Dreters.
- Clos: 1.Successió de tres cops on els dreters paren tres cops amb la dreta al davant, a l'esquerra i al davant, i els esquerrers piquen al davant i a la dreta amb el bastó dret, i al davant amb l'esquerra tot fent passar el bastó esquerre en un moviment circular per darrere del cap. 2.Cop de bastons de gran contundència.
- Cadena: Moment durant el transcurs d'un ball de bastons, on es creen dues fileres tancades sobre si mateixes, una dins de l'altre, i giren en sentits contraris mentre van picant un per un amb els membres de l'altra filera.
- Rebatre: Donar tres cops de bastó durant un compàs de la melodia.
- Sotacama: Picada per sota la cama.

## Trobada Nacional de Bastoners de Catalunya

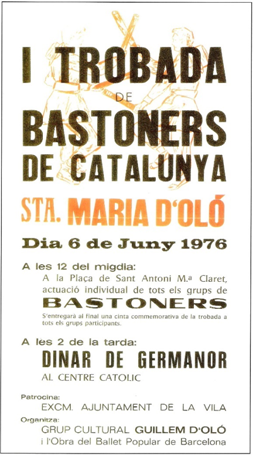
Cartell de la primera Trobada Nacional de Ball de Bastons de Catalunya

La Trobada Nacional de Bastoners de Catalunya és un dels esdeveniments clau i de gran importància dins del món del ball de bastons. En aquest cas, aquesta trobada intenta aplegar el màxim nombre de colles d'arreu del territori, i ser un aparador d'aquesta dansa. La trobada, és coorganitzada pel poble amfitrió que acull l'esdeveniment i amb el suport de la Coordinadora de Ball de Bastons de Catalunya. Hi pot participar totes les colles del territori que realitzin ball de bastons.
La primera edició es va realitzar a Santa Maria d'Oló [Moianès] el 6 de juny de 1976 i des de les hores que de forma ininterrompuda s'ha celebrat cada any en diverses poblacions del principat.